# ثيوم أرجواني
الثيوم الأرجواني (بالإنجليزية: Elephant Grass)‏ أو (بالإنجليزية: Uganda Grass)‏ نوع نباتي عشبي من نمط ك4 يتبع جنس الثيوم وينتمي للفصيلة النجيلية.

## البيئة والانتشار
موطنه الأصلي المناطق الاستوائية في وسط أفريقيا مثل أوغندا. أدخل إلى مناطق أخرى كثيرة في جنوب أوروبا وأستراليا وغرب الولايات المتحدة وجنوب أفريقيا. ادخل إلى مناطق كثيرة كنبات زينة.
يتحمل الجفاف وينمو بسرعة ولكنه لا يتحمل الصقيع. إنتاجه من المادة الجافة عالٍ جداً ولهذا يستعمل كنبات علفي وكمحصول طاقة أيضاً. تحبه الأفيال وتتغذى عليه ومن هنا أخذ اسمه الإنكليزي. يمكن استعماله لمكافحة الانجراف. أعلن فريق بحث أسترالي-صيني عن إمكانية استخدام هذا النبات لإزالة التلوث من الأراضي وكمصدر للطاقة. يستعمل أيضاً لجذب حفارات الذرة بعيداً عن الذرة كفخ للتخلص منها.

## الوصف النباتي
النبات عشبة معمرة تنمو بشكل حزم. يبلغ ارتفاع النبات من مترين إلى أكثر من أربعة أمتار. يبلغ طول الأوراق من 30-120 سم.